# Fountain City (Wisconsin)
Fountain City é uma cidade localizada no estado norte-americano de Wisconsin, no Condado de Buffalo.

## Demografia
Segundo o censo norte-americano de 2000, a sua população era de 983 habitantes.
Em 2006, foi estimada uma população de 985, um aumento de 2 (0.2%).

## Geografia
De acordo com o United States Census Bureau tem uma área de
14,4 km², dos quais 11,5 km² cobertos por terra e 2,9 km² cobertos por água. Fountain City localiza-se a aproximadamente 204 m acima do nível do mar.

## Localidades na vizinhança
O diagrama seguinte representa as localidades num raio de 12 km ao redor de Fountain City.